# ISO 19135
Lo standard ISO19135 - Procedura per la registrazione di elementi informativi fa parte degli standard prodotti da ISO/TC211 e specifica le procedure da seguire per stabilire, manutenere e pubblicare registri di identificatori unici, univoci e permanenti, compreso il loro significato, assegnati ad elementi relativi ad informazioni geografiche. A questo scopo, la norma specifica gli elementi informativi necessari a definire l'identificatore e il significato degli elementi registrati e per gestire la loro registrazione.
La norma italiana UNI-EN-ISO19135 è la versione ufficiale in lingua inglese della norma europea EN ISO 19135.